# Medetera saguaroicola
Medetera saguaroicola är en tvåvingeart som beskrevs av Daniel J. Bickel 1985. Medetera saguaroicola ingår i släktet Medetera och familjen styltflugor.
Artens utbredningsområde är Arizona. Inga underarter finns listade i Catalogue of Life.